# Хорватске-Рамено
Хорватске-Рамено (словац. Chorvátske rameno, Хорватский рукав или Хорватский канал) — канал в районе Петржалка, в столице Словакии Братиславе, на большей части своего течения проложенный по историческому руслу одного из рукавов Дуная.

## Характеристики
При протяжённости 5 138 метров и максимальной глубине 1,5 метра, Хорватске-Рамено выполняет защитную функцию дренажного канала и проложен на большей части русла в бывшем рукаве Дуная в Петржалке в Братиславе. В форме косой буквы S протекает через городскую застройку Петржалки. В результате на территории района образовалось несколько условных полуостровов. Местные жители в обиходе чаще называют Хорватске-Рамено просто Канал. Старые названия: Engerauer Arm, Carlburger Arm, Rusovecké Rameno. В средние века это был самый большой меандр на правом берегу Дуная после Печнянске-Рамено. Он извивался на пространстве сегодняшнего поселения и до урегулирования течения Дуная разделял правый берег старого Прешбурга на несколько островов. Постройкой правобережной дамбы в 1950—1955 году Хорватске-Рамено был полностью отрезан от реки подземным алюмобетонным барьером на глубине до 12 −16 м. После перекрытия Дуная плотиной возле Габчиково уровень грунтовых вод стабильно превышает дно канала.
В официальном отчете гигиенистов 1993 года говорится, что зоопланктон, обнаруженный в хорватском рукаве, типичен для стоячих вод, среди животных присутствуют водяные улитки, стрекозы, комары и мошки, постоянно обитают несколько видов куликов, черные лысухи, гнездятся утки и около десяти пар лебедей. Здесь обитают 10 видов амфибий: жабы, канки, древесные лягушки, квакши, пятнистая саламандра, дунайская саламандра. Из рыб присутствуют карповые, щука. При этом отмечается, что вода относительно чистая, а берега лишь в минимальной степени загрязнены бытовыми отходами. В кронах деревьев обитают зимородок и два вида соловьев. Часть Хорватского рукава также представляет собой озеро в его нижней части и гравийный карьер. В нижней части сохранился ивово-тополевой луг: тополя, ясени, ивы, боярышник, ежевика, тростник обыкновенный, осока летняя. Возле гравийного карьера обитают цапли, канюки, утки, соколы, совы, дятлы, летучие мыши, змеи. Именно поэтому активизируются усилия специалистов и жителей по объявлению этой территории охраняемой.
Со времени обустройства Хорватске-Рамено уровни воды в Дунае не достигали таких отметок, которые вызывали бы значительное повышение уровня подземных вод в Петржалке. По этой причине его первоначально спроектированную дренажную функцию не удалось проверить. Из-за углубления дна Дуная с целью стабильного судоходства уровень грунтовых вод понижался настолько, что вызывал пересыхание канала. Постоянный уровень воды в протоке появился только после заполнения Грушовского водохранилища (словац. Vodná nádrž Hrušov) в 1993 году. Глубина воды различна по всей длине рукава и удовлетворительна только на начальном участке рукава, что оказывает существенное влияние на качество воды, приводит, особенно в летние месяцы, к перегреву воды, негативным изменениям кислородного режима. Движение воды обеспечивается периодической оперативной перекачкой воды в Дунай насосной станцией. На более высоких участках водообмен практически не происходит.

## История
Вероятно, одно из ответвлений Дуная по руслу нынешнего Хорватске-Рамено отмечалось на картах уже в XV веке. Многочисленные карты и планы поймы Дуная с изображением Хорватского рукава датируются XVII веком. В 1753 году длина рукава составляла 5,8 км, а ширина на нескольких участках достигала 200—300 метров. Наиболее серьёзное вмешательство в природный водный режим Дуная в районе нынешней Братиславы было проведено через два года после великого наводнения 1771 года. Поток воды по рукаву был сведен к минимуму, так что оседающие отложения не могли больше быть транспортированы в Дунай. Берега рукава стали сжиматься, а дно подниматься. После окончательного перекрытия стока в XIX веке процесс его заиливания постепенно завершился. Акватория постепенно сокращалась, но даже в середине XX века она все еще была интересна с ландшафтной точки зрения и биологически ценна. Строительство жилого массива Петржалка с 1973 года полностью стерло аллювиальные формы рельефа. В 1950—1955 годах Хорватске-Рамено был окончательно отрезан от реки подземным алюмобетонным барьером. Ширина берегов была унифицирована. В настоящее время Хорватске-Рамено используется как место для отдыха, занятий спортом и рыбалки. Вдоль всей его длины проходит обустроенный велосипедный маршрут, который соединяется с Дунайским велосипедным маршрутом.